# Serhij Lulka
Serhij Mykołajowycz Lulka, ukr. Сергій Миколайович Люлька (ur. 22 lutego 1990 w Kijowie) – ukraiński piłkarz, grający na pozycji obrońcy.

## Kariera piłkarska

### Kariera klubowa
Wychowanek DJuFSz Dynamo Kijów, barwy którego bronił w juniorskich mistrzostwach Ukrainy (DJuFL). Karierę piłkarską rozpoczął 30 lipca 2007 w trzeciej drużynie Dynama, a 28 marca 2008 rozegrał pierwszy mecz w składzie Dynamo-2 Kijów. Występował również w rezerwowej drużynie Dynama. Latem 2012 został wypożyczony do mistrza Czech Slovana Liberec, w którym występował do końca roku. W lipcu 2013 ponownie wypożyczony, tym razem do Howerły Użhorod, w którym występował do końca roku. W 2016 przeszedł do Slovana. Rozegrał tylko jeden mecz, dlatego 19 lipca 2016 przeniósł się do Czornomorca Odessa. 1 czerwca 2018 opuścił odeski klub, a 15 czerwca podpisał kontrakt z Desną Czernihów, w której grał do 6 czerwca 2019. 13 września 2019 zasilił skład FK Lwów.

### Kariera reprezentacyjna
Występował w juniorskiej i młodzieżowej reprezentacjach Ukrainy.

## Sukcesy i odznaczenia

### Sukcesy klubowe
Slovan Liberec
- finalista Superpucharu Czech: 2013

### Sukcesy reprezentacyjne
- mistrz Europy U-19: 2009